# 柳巴舍夫斯科耶水庫
柳巴舍夫斯科耶水庫是白俄羅斯的人工水庫，位於甘采維奇以北5公里，由布列斯特州負責管轄，始建於1976年，長1.3公里、寬0.7公里，面積0.76平方公里，海拔高度150米，湖岸線長度3.9公里，最大水深3.6米。